# Austria Presse Agentur
Az Austria Presse Agentur (APA) osztrák hírügynökség. Elődjét, az Österreichische Correspondenzt 1849-ben alapították.

## Története
Az Österreichische Correspondenzt 1849-ben alapították Bécsben. A cég olyan magánvállalkozás volt, amelyet az állam támogatott és felügyelt. Ez a működési és tulajdonosi forma azután változott meg, hogy a hírügynökség 1859-ben téves hírt adott a magentai csata kimeneteléről. 1860-ban a céget államosították, hogy a hatalom könnyebben ellenőrizhesse a híráramlást. A vállalat új nevet kapott:  k.k. Telegraphen-Korrespondenz-Bureau. 1922-ben ismét átnevezték (Amtliche Nachrichtenstelle), majd 1938-ban a nemzetiszocialisták változtattak a néven. A cég Deutsche Nachrichten Büro néven működött tovább.
1946-ban a céget, követve az amerikai Associated Press (AP) működési mintáját, osztrák lapok tulajdonába adták. Az alapítók kinyilvánították, hogy Austria Presse Agentur (APA) független intézmény, amely politikai és ideológiai irányultságra tekintet nélkül szolgáltat hírt az osztrák lapoknak. Mindazonáltal az APA csak az 1970-es években tudta függetleníteni magát a politikai befolyástól.
A hírügynökség 16 osztrák lap és az országos közszolgálati társaság konzorciumának tulajdonában van. Az ezredforduló után a hírügynökség több részlegét átszervezték, hogy könnyebben alkalmazkodjon a gyorsan változó piaci viszonyokhoz és előfizetői igényekhez. A cég több új szolgáltatást indított, köztük az úgynevezett OTS-t (Original Text Service). Ezt a fizetős szolgáltatást azok vehetik igénybe, akik közleményeiket közvetlenül, újságírói beavatkozás nélkül, teljes egészében akarják eljuttatni az APA előfizetőihez.
Az APA 2001-ben megvásárolta a MediaWatch - Institute for Media Analysis több mint kilencven százalékát, öt évvel később átvette az innsbrucki székhelyű, turisztikai híreket előállító Tourism Press GmbH-t. Ugyanebben az évben megszerezte a lengyel Polish News Bulletin csaknem hetven százalékát is, amelynek révén belépett a lengyel hírpiacra. Az APA képügynökségekben is szerzett tulajdonrészt, így Ausztria legnagyobb ilyen jellegű vállalkozásában, a Contrastban és a svájci Keystone AG-ban. A Keystone Európa egyik legnagyobb fotóügynöksége, többségi tulajdonának megszerzése azt a célt szolgálta, hogy az APA regionális szolgáltatóvá váljon a kontinens középső részén.